# Malissiana madagascariensis
Malissiana madagascariensis är en insektsart som beskrevs av Victor Antoine Signoret 1854. Malissiana madagascariensis ingår i släktet Malissiana och familjen dvärgstritar. Inga underarter finns listade i Catalogue of Life.